# Deta
Deta (in ungherese e in tedesco Detta) è una città della Romania di 6531 abitanti, ubicata nel distretto di Timiș, nella regione storica del Banato.
Fa parte dell'area amministrativa anche la località di Opatița.

## Storia
La zona venne abitata fin dai tempi più remoti e sono stati trovati reperti risalenti all'Età del bronzo, mentre durante la dominazione Romana esisteva nell'area un castrum chiamato Potula.
Nei primi documenti rinvenuti, risalenti al 1360, la città viene chiamata Ded e la si cita come possesso del nobile Petrus de Deed, da cui trae il nome.
Decaduta durante la dominazione Ottomana, Deta conobbe il suo maggiore sviluppo nel XVIII secolo: a partire dal 1724 iniziò infatti la colonizzazione del Banato da parte di coloni di origine tedesca, provenienti soprattutto dalla Baviera, dall'Alsazia e dalla Lorena. La crescita economica proseguì anche nel XIX secolo, quando la città venne raggiunta dalla ferrovia che ne facilitano gli scambi commerciali.
Lo sviluppo industriale avviene dopo la Seconda guerra mondiale, ad opera del regime comunista, e la produzione è orientata soprattutto sulla lavorazione del legno e sulla coltivazione dei giacimenti di argilla dell'area circostante.
La crisi economica che ha afflitto l'intero Paese dopo la rivoluzione del 1989 ha coinvolto anche Deta, tuttavia la sua posizione strategica, prossima ai confini con Ungheria e Serbia, ha portato all'insediamento, soprattutto dopo il 2000, di alcune grandi aziende a capitale straniero; oggi la principale industria è un'azienda tessile a capitale tedesco, specializzata nella produzione di interni per sutoveicoli, che occupa oltre 1.000 dipendenti, ma esistono anche altre aziende più piccole nel settore tessile, alimentare e della lavorazione del legno.

## Amministrazione

### Gemellaggi
- Ungheria, Bordány
- Serbia, Čoka